# Any But Pretty
Any But Pretty (englisch für „Beliebig aber hübsch“) ist die dritte Demoaufnahme des deutschen Synthie-Pop-Duos Wolfsheim.

## Entstehung und Artwork
Alle Stücke der Demo wurden in Eigenregie von den beiden Wolfsheim-Mitgliedern Peter Heppner und Markus Reinhardt geschrieben und produziert. Das Album wurde unter keinem Musiklabel veröffentlicht, es handelt sich um eine Eigenproduktion. Die Aufnahmen dieser Demo-Kassette fanden 1989 statt. Auf dem schwarz-weißen Cover der Demo ist – neben Künstlernamen und Albumtitel – eine Comicdarstellung zweier sich küssenden Menschen zu sehen.

## Veröffentlichung und Promotion
Die Erstveröffentlichung von Any But Pretty erfolgte 1989 in Deutschland. Das Album besteht insgesamt aus acht neuen Studioaufnahmen. Eine Singleauskopplung erfolgte nicht. Die Demo war zunächst nur als Musikkassette erhältlich. 2002 erfolgte die Veröffentlichung einer CD, die durch das Black Production Studio digital remastert wurde. Die Wiederveröffentlichung erfolgte unter dem Titel „Any But Pretty – Unreleased Tracks“. Die Neufassung enthält ein neues Coverbild, auf dem diesmal ein Foto von Wolfsheim zu sehen ist. 2016 legte das Musiklabel Made for Fans Not for Money das Album als Vinylplatte neu auf, das Album war auf 20 Exemplare limitiert. Es handelt sich in beiden Fällen um Bootlegs und keine offiziellen Veröffentlichungen des Duos.

## Inhalt
Mit Ausnahme eines Titels sind alle Liedtexte in englischer Sprache verfasst. Nur das Stück Kissing the Wall ist komplett in deutscher Sprache verfasst worden. Die Musik wurde von Markus Reinhardt und die Texte von Peter Heppner verfasst. Musikalisch bewegen sich die Lieder im Bereich des Dark Waves und des Synthie-Pops. Die Demo besteht aus jeweils vier Studioaufnahme auf jeder Seite der Musikkassette. Die Lieder Kissing the Wall und Don’t Sorrow (später bekannt als: It’s Not Too Late (Don’t Sorrow)) wurden drei Jahre später für das Debütalbum No Happy View neu eingespielt. Das Lied Gates wurde vier Jahre später für das zweite Studioalbum Popkiller neu aufgenommen. 1994 wurde das Lied Elias in einer Remixversion als Maxi-Single veröffentlicht.
| # | Titel             | Autor(en)                       | Produzent(en)                   |
| - | ----------------- | ------------------------------- | ------------------------------- |
|   | A-Seite           |                                 |                                 |
| 1 | Gates             | Peter Heppner, Markus Reinhardt | Peter Heppner, Markus Reinhardt |
| 2 | Always            | Peter Heppner, Markus Reinhardt | Peter Heppner, Markus Reinhardt |
| 3 | Don’t Sorrow      | Peter Heppner, Markus Reinhardt | Peter Heppner, Markus Reinhardt |
| 4 | Where Greed Talks | Peter Heppner, Markus Reinhardt | Peter Heppner, Markus Reinhardt |
|   | B-Seite           |                                 |                                 |
| 1 | Elias             | Peter Heppner, Markus Reinhardt | Peter Heppner, Markus Reinhardt |
| 2 | Kissing the Wall  | Peter Heppner, Markus Reinhardt | Peter Heppner, Markus Reinhardt |
| 3 | Against the Clock | Peter Heppner, Markus Reinhardt | Peter Heppner, Markus Reinhardt |
| 4 | Nast              | Peter Heppner, Markus Reinhardt | Peter Heppner, Markus Reinhardt |

## Mitwirkende
- Peter Heppner: Gesang, Liedtexter, Musikproduzent
- Markus Reinhardt: Keyboard, Komponist, Musikproduzent